# 創発民主制
創発民主制（そうはつみんしゅせい、英語：Emergent democracy）とは、中央政府による計画ではなく、インターネットなどによって介在された多くの個人が参加することによる、政治的な構造や行動の発生に関わる概念。
近年では、Clay Shirkyはこの概念を、「組織なしでの組織化のパワー」として言及している。これは、間接民主制や直接民主制のような伝統的な民主制の形態とは対照的な新語である。個々のシロアリの行動が、巨大で効率的な巣を創出するように、全ての個体の理解を超える結果を導くことといった、個体のシンプルな行動が集計的に複雑で予測不可能な結果を創造しうるという意味で創発理論に依拠する用語ともいえる。
伊藤穰一は巨大で分権的なネットワークであるインターネットが、極めて複雑な問題に対する、市民による革新的なレスポンスを可能にすることに期待を寄せている。その発端から創発民主制は、伝統的なメディアによる限られた資源が提供しうる以上の実りあるアイデアを提供しているブロガー達などによって、分権的なネットワークの中から明らかに勃興してきた。

## 歴史
「エマージェント・デモクラシー（創発的民主主義）」という言葉は、代表制民主主義や直接民主主義といった、より伝統的な民主主義の形態とは対照的な概念として生まれた。この語句は、「創発（エマージェンス）」理論に基づいており、個々の人々の単純な行動が、集合的に複雑で予測不可能な結果を生み出す可能性があるという考えに由来している。たとえば、シロアリの行動が、個々のシロアリの理解を超えた大規模で効率的な巣を形成するような場合がそれにあたる。別の例として、アメーバの一種である変形菌が、特定の条件下（例えば食料の不足）で集合し、「超個体」として機能するようになる現象が挙げられる。
創発民主制も同様に機能するとされており、人々の思考がシステムに接続されることで、集合的なシグナルやトリガーが明らかになり、それによって新たなアイデアや、世界の見方が創出されると考えられている。
伊藤穰一は日本の民主主義の問題について以前から率直に発言しており、参加したダボス会議では日本の民主主義がいかに機能不全に陥っているかを語った。伊藤は「その後、元国連難民高等弁務官の緒方貞子さんから、『日本人として怒るのではなく、もっとグローバルな民主主義や国際的な課題について考えるべきだ』と言われたと語る。以降、創発的民主主義という概念について議論し記録するためのグループ活動を組織化。自身のブログ上で会議の開催を告知し、読者をカンファレンスコールに招待した。その通話には補助ツールとして、IRC、そして議事録を集約するためのウィキが使われた。このような「マルチモーダル」な手法は、ロス・メイフィールドによって「ハプニング」と呼ばれた。この対話を通じて、ブログや他のソーシャルソフトウェアがガバナンスへの市民参加にどのような影響を与え得るかについての記事をオンラインで発表し、議論を呼び起こした。その議論やメモはウィキにまとめられ、共同編集・発展が行えるようにされた。ジョン・レブコウスキーがこのウィキ版を編集し、2005年に出版された書籍『Extreme Democracy（極限の民主主義）』の一章として発表された。このテーマに関する「ティーチイン」は2004年2月9日、O'Reilly Emerging Technology Conference（オライリー新興技術会議）の一環として開催された。
デジタル民主主義運動の歴史は長く、その起源は1999年に遡る。情報建築コンサルタントのダルシー・ディヌッチが提唱したWeb 2.0の概念は、2004年のティム・オライリー主催のWeb 2.0 Conferenceで広く認知され、03年に伊藤穰一は創発民主制を提唱し、インターネットを通じた市民の自発的参加と協働による政治形成の可能性を示し、現在では伊藤の「変革コミュニティ」や関連ポッドキャスト、唐鳳(オードリー・タン)のPlurarity、そしてオンライン・ビデオやDAOなどの新しいツールの登場を通じた対話で再び注目されている。